# 鲁本·克纳布
鲁本·克纳布（荷蘭語：Ruben Knab，1988年2月19日—），荷兰男子赛艇运动员，2019年世界赛艇锦标赛男子八人单桨有舵手银牌得主、2022年世界赛艇锦标赛男子四人单桨无舵手铜牌得主、2024年夏季奥林匹克运动会男子八人单桨有舵手银牌得主。